# Анненковское сельское поселение (Цильнинский район)
Анне́нковское се́льское поселе́ние — муниципальное образование в составе Цильнинского района Ульяновской области. Административный центр — село Степное Анненково. 

## История
Статус и границы сельского поселения установлены Законом Ульяновской области от 13 июля 2004 года № 043-ЗО «О муниципальных образованиях Ульяновской области».

## Население
| 2010 | 2012  | 2013  | 2014  | 2015  | 2016  | 2017 |
| ---- | ----- | ----- | ----- | ----- | ----- | ---- |
| 1115 | ↘1084 | ↘1050 | ↘1028 | ↘1013 | ↘1012 | ↘993 |
| 2018 | 2019  | 2020  | 2021  |       |       |      |
| ↘985 | ↘960  | ↘940  | ↘857  |       |       |      |

## Состав сельского поселения
В состав поселения входят 2 населённых пункта — 2 села.
| № | Населённый пункт  | Тип населённого пункта       | Население |
| - | ----------------- | ---------------------------- | --------- |
| 1 | Пилюгино          | село                         | 402       |
| 2 | Степное Анненково | село, административный центр | 713       |